# Titularbistum Carrhae
Carrhae (ital.: Carre) ist ein Titularbistum der römisch-katholischen Kirche. 
Es geht zurück auf einen untergegangenen Bischofssitz in der gleichnamigen antiken Stadt, die in der römischen Provinz Mesopotamia bzw. in der Spätantike Osrhoene in Syrien östlich des Euphrats lag. Der Bischofssitz war der Kirchenprovinz Edessa zugeordnet.
| Titularbischöfe von Carrhae |                                        |                                                                |                   |                    |
| Nr.                         | Name                                   | Amt                                                            | von               | bis                |
| 1                           | Giuseppe de Capua                      |                                                                | 23. März 1729     |                    |
| 2                           | Patrick Phelan PSS                     | Weihbischof in Kingston Koadjutorbischof von Kingston (Kanada) | 20. Februar 1843  | 8. Mai 1857        |
| 3                           | Albert von Haller                      | Weihbischof in Chur (Schweiz)                                  | 18. März 1858     | 28. November 1858  |
| 4                           | Johann Baptist Rudolf Kutschker        | Weihbischof in Wien (Österreich)                               | 7. April 1862     | 3. April 1876      |
| 5                           | Anton Josef Gruscha                    | Militärbischof von Österreich-Ungarn (Österreich)              | 28. März 1878     | 23. Juni 1890      |
| 6                           | Nándor Cselka                          |                                                                | 19. Januar 1893   | 7. März 1897       |
| 7                           | John Gerald Neville CSSp               | Apostolischer Vikar von Sansibar (Kenia)                       | 1. September 1913 | 27. Februar 1943   |
| 8                           | José de la Cruz Turcios y Barahona SDB | Weihbischof in Santa Rosa de Copán (Honduras)                  | 28. Mai 1943      | 8. Dezember 1947   |
| 9                           | Manuel Marengo                         | Weihbischof in Santa Fe (Argentinien)                          | 20. Februar 1950  | 22. September 1956 |
| 10                          | André Ouellette                        | Weihbischof in Mont-Laurier (Kanada)                           | 29. November 1956 | 27. März 1965      |